# Anacinetops stimpsoni
Anacinetops stimpsoni is een krabbensoort uit de familie van de Majidae. De wetenschappelijke naam van de soort is voor het eerst geldig gepubliceerd in 1879 door Miers.